# ナチュラル・ブラック・インヴェンションズ:ルート・ストラタ
『ナチュラル・ブラック・インヴェンションズ:ルート・ストラタ』（Natural Black Inventions: Root Strata）は、アメリカ合衆国のジャズ・ミュージシャン、ローランド・カークが1971年にアトランティック・レコードから発表したスタジオ・アルバム。

## 解説
カーク自身がオーバー・ダビングなしで複数の楽器を同時演奏しており、「デイ・ドリーム」にソネリウス・スミス（ピアノ）が参加しているのを除けば、サイドマンはパーカッショニスト2名だけである。セールス的には、カークがアトランティックに残したアルバムの中で最悪だったという。
スコット・ヤナウはオールミュージックにおいて5点満点中4点を付け「ここでの演奏は挿話的かつカラフルで、ユーモアや冒険的な瞬間に富んでおり、繰り返し聴いて仰天する価値がある」と評している。

## 収録曲
特記なき楽曲はローランド・カーク作。オリジナルLPでは1. - 6.がA面、7. - 13.がB面に収録されていた。
1. サムシング・フォー・トレイン・ザット・トレイン・クッド・ハヴ・セッド - "Something for Trane That Trane Could Have Said" - 3:08
2. アイランド・クライ - "Island Cry" - 3:54
3. ランニン・フロム・ザ・トラッシュ - "Runnin' from the Trash" - 2:15
4. デイ・ドリーム - "Day Dream" (Duke Ellington, John La Touche, Billy Strayhorn) - 3:42
5. ザ・ラグマン・アンド・ザ・ジャンクマン・ラン・フロム・ザ・ビジネスマン・ゼイ・ラフド・アンド・ヒー・クライド - "The Ragman and the Junkman Ran from the Businessman They Laughed and He Cried" - 3:03
6. ブレスアソン - "Breath-A-Thon" - 1:55
7. ラサーニカ - "Rahsaanica" - 3:42
8. レイプド・ヴォイシズ - "Raped Voices" - 1:47
9. ホーンテッド・フィーリングス - "Haunted Feelings" - 2:26
10. プレリュード・バック・ホーム - "Prelude Back Home" - 3:45
11. ダンス・オブ・ザ・ロブス - "Dance of the Lobes" - 2:05
12. ハーダー&ハーダー・スピリチュアル - "Harder & Harder Spiritual" - 2:34
13. ブラック・ルート - "Black Root" - 3:17

## 参加ミュージシャン
- ローランド・カーク - テナー・サクソフォーン、フルート、ピッコロ、クラリネット、マンツェロ、ストリッチ、パイプ、ハーモニウム、バスドラム、サンダーシート、シンバル、ベル、ティンパニ、ゴング他
- ジョー・テキシドール - ウォッシュボード、トライアングル、サンダーシート、タンブリン
- モーリス・マッキンリー - コンガ
- ソネリウス・スミス - ピアノ(on #4)